# Tadeusz Sapierzyński
Tadeusz Stanisław Sapierzyński (ur. 1 kwietnia 1958 w Miastku) – żołnierz, pułkownik dyplomowany Sił Zbrojnych Rzeczypospolitej Polskiej w rezerwie.
Ukończył Wyższą Szkołę Oficerską Wojsk Zmechanizowanych we Wrocławiu. Po mianowaniu na pierwszy stopień oficerski rozpoczął służbę w 25 batalionie rozpoznawczym jako dowódca plutonu rozpoznawczego. Pełnił służbę w tej jednostce do 1989 jako dowódca kompanii rozpoznawczej, oficer operacyjny sztabu i szef sztabu aż do chwili skierowania na studia w Akademii Sztabu Generalnego. Po studiach w lutym 1992 został wyznaczony na stanowisko szefa Wydziału Rozpoznania 6 Brygady Desantowo-Szturmowej. Pod koniec 1993 został przeniesiony do Dowództwa Krakowskiego Okręgu Wojskowego, gdzie w Oddziale Rozpoznania i WRE pełnił służbę do 1995. Następnie wyznaczony został na stanowisko dowódcy 10 batalionu desantowo-szturmowego. W 1999,  po powrocie z operacji pokojowej na Bałkanach, pełnił obowiązki szefa sztabu 25 Brygady Kawalerii Powietrznej. W czerwcu 2000 został wyznaczony na stanowisko Szefa Oddziału Operacyjnego KPZ, a po jego przeformowaniu w 2 KZ. W 2003, po powrocie z BiH został wyznaczony na stanowisko szefa Oddziału Operacji Specjalnych Generalnego Zarządu Operacyjnego SG WP (w okresie 2007-2014 Dowództwo Wojsk Specjalnych pełniło zbliżoną funkcję). Podczas pełnienia służby na misjach pokojowych ONZ i operacjach pokojowych NATO był szefem sztabu i Dowódcą PKW Syria w misji pokojowej UNDOF na Wzgórzach Golan w latach 1997–1998. Dwukrotnie brał udział w operacji pokojowej SFOR w Bośni i Hercegowinie w latach 1998–1999 jako dowódca PKW Bośnia i Hercegowina, w okresie 2002-2003 dowódca Nordycko-Polskiej Grupy Bojowej wchodzącej w skład MND(N). Był dwukrotnie awansowany w drodze wyróżnienia. Pierwszy raz do stopnia ppłk potem do stopnia płk, po powrocie z operacji prowadzonej przez SFOR w 1999. Oprócz studiów na ASG ukończył szereg kursów. Do najważniejszych z nich należały:
- Kurs w Centrum Doskonalenia Oficerów w Warszawie dz. Rembertów w 1987
- Kurs operacji ONZ w Kanadzie w 1996
- Kurs operacji pokojowych w Niemczech w 1996
- Kurs integracji z NATO w 2000
- Kurs planowania operacji specjalnych w Niemczech w 2005

Od 11 lutego 2004 r. do 24 lutego 2006 decyzją Ministra Obrony Narodowej pełnił funkcję dowódcy JW 2305. Posiada złotą odznakę JW Grom.
W lutym 2006 zakończył służbę wojskową po 30 latach jej pełnienia.
We wrześniu 2013 r. został Prezydentem „Stowarzyszenia im. Generała Sławomira Petelickiego”, upamiętniającego gen. bryg. Sławomira Petelickiego.